# Kylian Mbappé
Kylian Mbappé Lottin (født 20. december 1998 i Paris) er en fransk professionel fodboldspiller, der spiller som angriber for Laliga-klubben Real Madrid og det franske landshold. Han betragtes som en af de bedste spillere i verden. Mbappé er kendt for sine dribleevner, enestående hurtighed og afslutning.
Mbappé er født i Paris og opvokset i forstaden Bondy. Han begyndte sin seniorklubkarriere i 2015 med at spille for Monaco, hvor han vandt Ligue 1-titlen. I 2017, 18 år gammel, skrev Mbappé kontrakt med Paris Saint-Germain på en transfer til en værdi af 180 millioner euro, hvilket gør ham til den næstdyreste spiller og dyreste teenagespiller. Der har han vundet fire Ligue 1-titler og tre Coupes de France og er klubbens næsthøjeste topscorer nogensinde, kun overgået af Edinson Cavani. Mbappé hjalp PSG med at nå deres første Champions League-finale i 2020.
På internationalt plan fik Mbappé sin seniordebut for Frankrigs landshold i 2017, som 18-årig. Ved VM i 2018 blev han den yngste franske spiller til at score i et VM, og blev den anden teenager, efter Pelé, til at score i en VM-finale. Han sluttede som den næstbedste målscorer, da Frankrig vandt turneringen, og vandt FIFA World Cup bedste unge spiller og årets franske spiller for sine præstationer. Ved VM i 2022 sluttede Frankrig som andenpladsen, hvor Mbappé scorede et hattrick i finalen, og han vandt turneringens Gyldne Støvle og sølvbold og blev den bedste målscorer gennem tiden i VM-slutrunden. Geoff Hurst og Mbappé er de eneste spillere, der har scoret hattrick i en VM-finale. Han blev turneringens topscorer med i alt 8 mål – sidste gang en topscorer lavede otte mål var Ronaldo Nazario i 2002.
Mbappé blev udnævnt til FIFA FIFPro World11 i 2018 og 2019, UEFA-årets hold i 2018 og sæsonens UEFA Champions League-trup i
2016–17, 2019–20, 2020–21 og 2021–22. Han blev kåret som årets bedste fodboldspiller i 2021. Han har vundet Golden Boy i 2017, Ligue-1 Player of the Year tre gange, og som Ligue 1-topscorer i fire sæsoner.
Mbappé er angiveligt den bedst betalte fodboldspiller i verden. Det er første gang siden 2014, at titlen som verdens bedst betalte fodboldspiller hverken tilhører Lionel Messi eller Cristiano Ronaldo.

## Baggrund
Mbappé er født i Paris til en far fra Cameroun og en mor af algerisk afstamning.

## Klubkarriere

### Monaco
Mbappé tiltrak allerede som barn stor opmærksomhed, da han imponerede stort imens han spillede hos Clairefontaine-akademiet. Han tiltrak opmærksomhed fra flere af Europas største klubber, og havde prøvetræninger med både Chelsea og Real Madrid. Han endte dog med at vælge at skifte til AS Monaco.
Mbappé fik sin debut for Monacos førstehold den 2. december 2015, og blev i en alder af 16 år og 347 dage hermed den yngste spiller til at spille for Monacos førstehold, da han slog Thierry Henrys rekord. Da han scorede sit første mål på førsteholdet den 20. februar 2016 overtog han også denne rekord, som også tidligere havde tilhørt Henry.
Mbappé scorede sit første hattrick i sin karriere den 14. december 2016 i en Coupe de la Ligue kamp imod Stade Rennais. Han scorede sit første hattrick i Ligue 1 den 11. februar 2017, og blev hermed den yngste spiller til at score et hattrick i ligaen siden Jérémy Ménez i 2005. 2016-17 sæsonen endte med at Monaco vandt deres første mesterskab i 17 år.

### Paris Saint-Germain

#### 2017-18: Rekordskifte
Mbappé skiftede i august 2017 til Paris Saint-Germain på en lejeaftale med en købsoption. Aftalen blev indgået i form af en lejeaftale for det første år, så at PSG kunne holde sig indenfor Financial Fair Play-regler. Efter at det i februar 2018 blev officielt at PSG ikke ville rykke ned, så blev en klausul i aftalen aktiveret, og skiftet blev gjort permanent per afslutningen af 2017-18 sæsonen.

#### 2018-19: Årets spiller i Ligue 1
Efter at han havde spillet i nummer 29 i sin debutsæson, overtog han i starten af 2018-19 sæsonen nummer 7, som tidligere havde tilhørt Lucas Moura. Han scorede den 8. oktober 2018 fire mål i en kamp imod Olympique Lyon, og blev hermed den yngste spiller til at score fire mål i en Ligue 1 kamp nogensinde.
Han blev i kalenderåret 2018 kåret som den første vinder af France Footballs nye trofæ, Kopa Trofæet, som gives til den bedste spiller under 21-år. Han sluttede sæsonen som topscorer i Ligue 1 med 33 mål, og blev efter sæsonen som den første spiller nogensinde kåret som både årets unge spiller og årets spiller i Ligue 1.

#### 2019-20: Topscorer igen
2019-20 sæsonen blev begrænset som resultat af Coronaviruspandemien. Mbappé sluttede i sæsonen igen som topscorer. Han havde denne gang scoret 18 mål, samme antal som Wissam Ben Yedder, men prisen endte med at gå til Mbappé, i det at han havde en bedre mål per minut statistik end Ben Yedder. PSG nåede i sæsonen hele vejen til Champions League-finalen i sæsonen, men tabte her til Bayern München.

#### 2020-21: Årets spiller igen
Mbappé scorede den 5. december 2020 sit mål nummer 100 for PSG, og blev hermed kun den femte spiller til at opnå dette antal for klubben. Mbappé havde i 2020-21 sin første sæson hvor at han scorede 40+ mål på tværs af alle turneringer. Han sluttede igen som topscorer i Ligue 1, og blev for anden gang i hans karriere kåret som årets spiller i Ligue 1.

#### 2021-22: Årets spiller hattrick og kontraktforlængelse
Mbappé scorede den 12. december 2021 sit mål nummer 100 i Ligue 1, og blev hermed den yngste spiller til at opnå dette antal i ligaens historie. Han sluttede for fjerde sæson i streg som topscorer i Ligue 1 som kun den tredje spiller nogensinde. Ud over at være topscorer, så lavede han også 18 assists i sæsonen, og blev hermed den første spiller nogensinde til at være både topscorer og have lavet flest assists i en Ligue 1 sæson nogensinde. Ikke overraskende blev han for tredje gang i streg (hvis man ikke inkluderer 2019-20 sæsonen hvor at prisen ikke blev uddelt) kåret som årets spiller i Ligue 1.
Mbappé forlængede i maj 2022 hans kontrakt med PSG. Dette var dog meget kontroversielt, i det at han i en længere periode havde været tæt forbundet med et skifte til Real Madrid, før han i sidste sekund ringede til Real Madrids præsident Florentino Pérez for at sige han ikke skiftede til klubben. Den nye kontrakt gjorde hermed Mbappé til den bedst betalte fodboldspiller i verden, og ifølge flere kilder, så er han også blevet givet en stor mængde indflydelse over klubbens sportslige beslutninger, dog Mbappé selv afviste at han forlængede kontrakten med klubben som resultat af denne indflydelse.

## Landsholdskarriere

### Ungdomslandshold
Mbappé har repræsenteret Frankrig på flere ungdomsniveauer. Han var del af Frankrigs trup som vandt U/19-Europamesterskabet i 2016.

### Seniorlandshold
Mbappé debuterede for Frankrigs landshold den 25. marts 2017, og blev hermed den næstyngste spiller nogensinde til at spille for det franske landshold, kun overgået af Maryan Wisniewski i 1955. Han scorede sit første landsholdsmål den 31. august 2017.

#### VM 2018
Mbappé var del af Frankrigs trup til verdensmesterskabet i 2018. Han scorede sit første mål ved verdensmesterskabet den 21. juni 2018, og blev hermed den yngste spiller til at score ved VM for det franske landshold. Mbappé scorede i finalen, og blev her kun den anden teenager nogensinde til at score i en VM-finale efter Pelé, da Frankrig vandt verdensmesterskabet. Han blev efter turneringen kåret som turneringens bedste unge spiller.

#### EM 2020
Mbappé var del af Frankrigs trup til europamesterskabet i 2020. EM 2020 var dog ikke en succes for Mbappé, da han ikke lykkedes at score i nogle af Frankrigs kampe, og han endte med at brænde det afgørende straffespark i straffesparkkonkurrencen mod Schweiz i ottendelsfinalen.

#### VM 2022
Mbappé var del af Frankrigs trup til verdensmesterskabet i 2022. Mbappé endte turneringen som topscorer med 8 mål i turneringen. Han scorede et hattrick i finalen imod Argentina, og blev kun den anden spiler nogensinde til at score et hattrick i en VM-finalen efter Geoff Hurst i 1966-finalen. Trods hans hattrick. så tabte Frankrig finalen på straffespark. Mbappé blev givet sølvbolden som turneringens næstbedste spiller, bag Lionel Messi.

#### EM 2024
Mbappé er del af Frankrigs trup til europamesterskabet i 2024, denne gang som anfører, da han erstattede Hugo Lloris som landsholdsanfører for Frankrig.

## Titler
Monaco
- Ligue 1: 1 (2016-17)

Paris Saint-Germain
- Ligue 1: 6 (2017-18, 2018-19, 2019-20, 2021-22, 2022-23, 2023-24)
- Coupe de France: 4 (2017-18, 2019-20, 2020-21, 2023-24)
- Coupe de la Ligue: 2 (2017-18, 2019-20)
- Trophée des Champions: 3 (2019, 2020, 2023)

Frankrig U/19
- U/19-Europamesterskabet: 1 (2016)

Frankrig
- Verdensmesterskabet: 1 (2018)
- UEFA Nations League: 1 (2020-21)

Individuelle
- U/19-Europamesterskabet Turneringens hold: 1 (2016)
- UNFP Ligue 1 Årets spiller: 5 (2018-19, 2020-21, 2021-22, 2022-23, 2023-24)
- UNFP Ligue 1 Årets unge spiller: 3 (2016-17, 2017-18, 2018-19)
- UNFP Ligue 1 Årets hold: 7 (2016-17, 2017-18, 2018-19, 2020-21, 2021-22, 2022-23, 2023-24)
- UEFA Champions League Sæsonens hold: 4 (2016-17, 2019-20, 2020-21, 2021-22)
- FIFPro World11: 4 (2018, 2019, 2022, 2023)
- Golden Boy: 1 (2017)
- Verdensmesterskabet Turneringens unge spiller: 1 (2018)
- Verdensmesterskabet Dream Team: 1 (2018)
- Verdensmesterskabet Topscorer: 1 (2022)
- Verdensmesterskabet Sølvbolden: 1 (2022)
- Kopa Trofæet: 1 (2018)
- IFFHS Årets hold (mænd): 2 (2018, 2021)
- Årets franske fodboldspiller: 3 (2018, 2019, 2022)
- UEFA Team of the Year: 1 (2018)
- Ligue 1 Topscorer: 6 (2018-19, 2019-20, 2020-21, 2021-22, 2022-23, 2023-24)
- Ligue 1 Flest assists: 1 (2021-22)